# 그랜트 윌리엄스

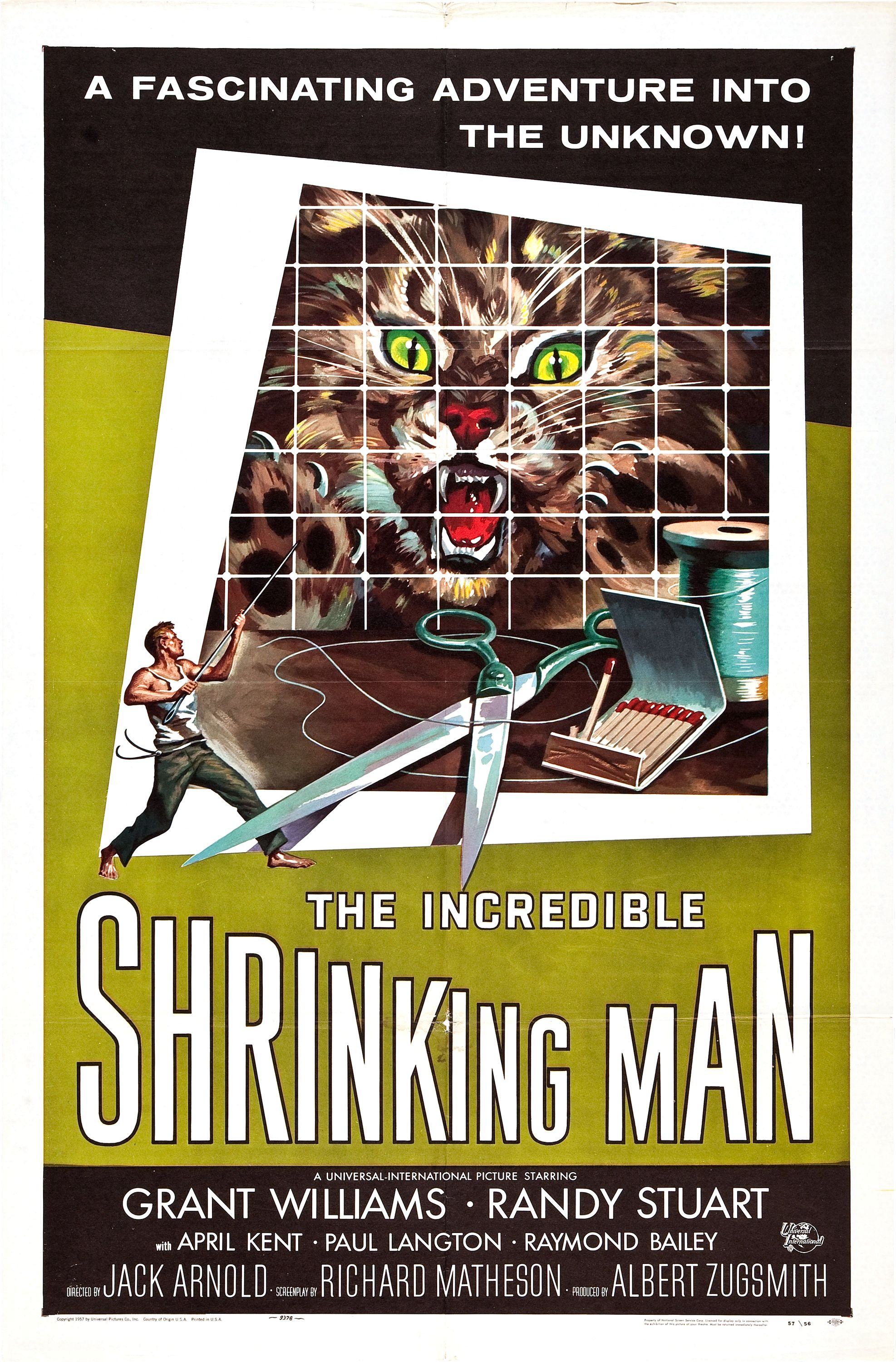

그랜트 윌리엄스(Grant Williams, 1931년 8월 18일 ~ 1985년 7월 25일)는 미국의 배우, 오페라 가수, 텔레비전 배우, 영화배우이다.
뉴욕에서 태어났으며 로스앤젤레스에서 사망하였다. 사인은 패혈증이다.

## 영화
- 거머리 여인 (1960년)
- 보난자 (1959년)
- 페리 메이슨 (1957년)
- 살인 운석의 침공 (1957년)
- 놀랍도록 줄어든 사나이 (1957년)
- 바람에 쓴 편지 (1956년)
- 디즈니랜드 (1954년) - 마이크 역